# Carlo II d'Alençon
Carlo II d'Alençon, nato Carlo di Valois (1297 – Crécy-en-Ponthieu, 26 agosto 1346), è stato un condottiero francese.
Fu conte d'Alençon, di Chartres e di Perche.
Era il secondo figlio maschio di Carlo di Francia, conte di Valois, e di Margherita d'Angiò, nonché fratello minore di re Filippo VI di Francia. I suoi nonni paterni erano Filippo III di Francia e Isabella d'Aragona, quelli materni Carlo II d'Angiò, re di Napoli, e Maria d'Ungheria.

## Biografia
Carlo fece le sue prime esperienze guerresche in Guienna agli ordini di suo padre; dimostrò un grande coraggio e una certa temerarietà.
Morto suo padre, il 16 dicembre 1325, ricevette la contea di Chartres, le terre di Champrond, Châteauneuf-en-Thymerais e Senonches, oltre che la foresta di Perche, in conformità ad un accordo di partizioni fatto da suo padre nel 1314. Nell'aprile 1326, inoltre, suo fratello Filippo, all'epoca conte di Valois, gli dette la contea d'Alençon.
Partecipò alla battaglia di Cassel (1328). Suo fratello Filippo divenne re di Francia nel 1328, ma il re d'Inghilterra Edoardo III gli negò l'omaggio feudale e non lo riconobbe come re di Francia, rivendicando il trono per sé (il nonno materno di Edoardo era stato infatti Filippo IV di Francia, zio di Carlo e Filippo VI). Nominato dal fratello luogotenente generale del Regno, Carlo venne inviato a sedare una rivolta a Saintes (1330), sobillata dagli inglesi; si impadronì di vari forti, tra cui la stessa Saintes.
Nel 1339 intervenne a Cambrai e nel 1340 a Tournai. Nel 1341, in seguito alla morte del duca di Bretagna Giovanni III, ci fu una guerra di successione al ducato tra Giovanna di Penthièvre, sostenuta dai francesi, e Giovanni di Monfort, sostenuto dagli inglesi. Filippo VI gli donò L'Aigle, confiscata a Giovanni di Montfort.
Durante la battaglia di Crécy, il 26 agosto 1346, venne ucciso.

## Matrimoni e figli
Nell'aprile 1314 sposò Jeanne, contessa di Joigny, morta il 24 settembre 1336 senza avergli dato figli.
Nel dicembre 1336, sposò in seconde nozze Maria di La Cerda (v. 1319-1375), figlia di Ferdinando di Castiglia, signore di La Cerda, e di Giovanna Núñez la Palomilla , dama di Lara. Maria de La Cerda era vedova di Carlo d'Évreux, conte d'Étampes. Maria dette almeno cinque figli a Carlo d'Alençon:
- Carlo (1337-1375), conte d'Alençon (Carlo III), poi arcivescovo di Lione;
- Filippo (1338-1397), vescovo di Beauvais, poi cardinale e arcivescovo di Rouen;
- Pietro il Nobile (1340-1404), conte d'Alençon (Pietro II), di Perche e di Porhoet;
- Isabella (1342-1379), monaca a Poissy;
- Roberto (1344-1377), conte di Perche; sposò una certa Jeanne de Rohan nel 1374.

## Ascendenza
|                        |                 |                        | Genitori                           |  |  | Nonni |  |  | Bisnonni            |  |  | Trisnonni             |  |
|                        |                 |                        |                                    |  |  |       |  |  | Luigi IX di Francia |  |  | Luigi VIII di Francia |  |
|                        |                 |                        |                                    |  |  |       |  |  | Luigi IX di Francia |  |  | Luigi VIII di Francia |  |
|                        |                 | Bianca di Castiglia    |                                    |  |  |       |  |  | Luigi IX di Francia |  |  |                       |  |
| Filippo III di Francia |                 |                        |                                    |  |  |       |  |  | Luigi IX di Francia |  |  |                       |  |
|                        |                 | Margherita di Provenza | Raimondo Berengario IV di Provenza |  |  |       |  |  |                     |  |  |                       |  |
|                        |                 | Margherita di Provenza | Raimondo Berengario IV di Provenza |  |  |       |  |  |                     |  |  |                       |  |
|                        |                 | Margherita di Provenza | Beatrice di Savoia                 |  |  |       |  |  |                     |  |  |                       |  |
| Carlo di Valois        |                 | Margherita di Provenza |                                    |  |  |       |  |  |                     |  |  |                       |  |
|                        |                 | Giacomo I d'Aragona    | Pietro II d'Aragona                |  |  |       |  |  |                     |  |  |                       |  |
|                        |                 | Giacomo I d'Aragona    | Pietro II d'Aragona                |  |  |       |  |  |                     |  |  |                       |  |
|                        |                 | Giacomo I d'Aragona    | Maria di Montpellier               |  |  |       |  |  |                     |  |  |                       |  |
| Isabella d'Aragona     |                 | Giacomo I d'Aragona    |                                    |  |  |       |  |  |                     |  |  |                       |  |
|                        |                 | Iolanda d'Ungheria     | Andrea II d'Ungheria               |  |  |       |  |  |                     |  |  |                       |  |
|                        |                 | Iolanda d'Ungheria     | Andrea II d'Ungheria               |  |  |       |  |  |                     |  |  |                       |  |
|                        |                 | Iolanda d'Ungheria     | Iolanda di Courtenay               |  |  |       |  |  |                     |  |  |                       |  |
| Carlo II d'Alençon     |                 | Iolanda d'Ungheria     |                                    |  |  |       |  |  |                     |  |  |                       |  |
|                        | Carlo I d'Angiò | Luigi VIII di Francia  |                                    |  |  |       |  |  |                     |  |  |                       |  |
|                        | Carlo I d'Angiò | Luigi VIII di Francia  |                                    |  |  |       |  |  |                     |  |  |                       |  |
|                        | Carlo I d'Angiò | Bianca di Castiglia    |                                    |  |  |       |  |  |                     |  |  |                       |  |
| Carlo II d'Angiò       | Carlo I d'Angiò |                        |                                    |  |  |       |  |  |                     |  |  |                       |  |
|                        |                 | Beatrice di Provenza   | Raimondo Berengario IV di Provenza |  |  |       |  |  |                     |  |  |                       |  |
|                        |                 | Beatrice di Provenza   | Raimondo Berengario IV di Provenza |  |  |       |  |  |                     |  |  |                       |  |
|                        |                 | Beatrice di Provenza   | Beatrice di Savoia                 |  |  |       |  |  |                     |  |  |                       |  |
| Margherita d'Angiò     |                 | Beatrice di Provenza   |                                    |  |  |       |  |  |                     |  |  |                       |  |
|                        |                 | Stefano V d'Ungheria   | Béla IV d'Ungheria                 |  |  |       |  |  |                     |  |  |                       |  |
|                        |                 | Stefano V d'Ungheria   | Béla IV d'Ungheria                 |  |  |       |  |  |                     |  |  |                       |  |
|                        |                 | Stefano V d'Ungheria   | Maria Lascaris di Nicea            |  |  |       |  |  |                     |  |  |                       |  |
| Maria Arpad d'Ungheria |                 | Stefano V d'Ungheria   |                                    |  |  |       |  |  |                     |  |  |                       |  |
|                        |                 | Elisabetta dei Cumani  | Seyhan dei Cumani                  |  |  |       |  |  |                     |  |  |                       |  |
|                        |                 | Elisabetta dei Cumani  | Seyhan dei Cumani                  |  |  |       |  |  |                     |  |  |                       |  |
|                        |                 | Elisabetta dei Cumani  | ?                                  |  |  |       |  |  |                     |  |  |                       |  |
|                        |                 | Elisabetta dei Cumani  |                                    |  |  |       |  |  |                     |  |  |                       |  |